# クリハラン
クリハラン (Neocheiropteris ensata) は、シダ植物門ウラボシ科クリハラン属の植物である。大柄な単葉の葉をつける。

## 特徴
クリハランは、ウラボシ科にいくつもある単葉の葉を持つシダのひとつで、日本産のものの中ではやや大柄な方に属する。地上から立ち上がる葉をつけ、その質が薄いが堅くてつやがある点で、かなり目立つシダである。
地上に生えるか、岩の上に着生状に出る。根茎は細長く這い、鱗片があり、ややまばらに葉をつける。
葉は長さ30cm-70cm位になり、そのおよそ三分の一くらいが葉柄である。葉はほぼ立ち上がり、先端がやや斜めになる。葉身はほぼ披針形で先端は鋭尖頭、つまりやや細く突き出す。葉身の基部の方では葉身が葉柄に流れ、葉柄にヒレが出たようになる。
葉身は薄く、紙質で、触るとぱりぱりしたような感触がある。主軸は表裏の両側に盛り上がり、側脈の主なものもはっきりと刻まれたように見える。表面には密着した鱗片がある。胞子嚢群はほぼ円形で、主脈の両側にやや不規則に数列にわたってつき、ほぼ葉全体にわたるが、縁沿いにはつかない。
名前の由来は薄くて側脈がはっきりした葉の感じがクリの葉に似るため。別名をウラボシ、ホシヒトツバとも言う。

## 生育環境等
森林内の木陰の岩の上に生える。特に湿ったところが好みで、水のあるところに出現することが多い。水流の少ない渓流わきや、時には用水路にも出てくる。条件がよければ人里近くの茂みの下などでも見られる。大柄でかたまりになって生えるのでよく目立つ。
日本では本州の関東以西、九州までと沖縄本島に生育し、アジアでは朝鮮（済州島）、台湾、中国からインドにかけて分布する。

## 分類他
この種は変異が多く、いくつかの変種や種が記載されているが、それらの扱いについては判断が確定していないようである。国外の近縁種についても分けるべきかどうかの議論がある。
奇形もいくつか知られており、中でもハゴロモクリハラン (f. monstrifera (Tagawa) Tagawa) は葉の基部側側面から多数の突出部分を出して羽状になるもので、時に栽培される。
この属には、日本ではもう一種、ヤノネシダ (N. subhastata (Bak.) Tagawa) があるが、外見は大きく異なる。
なお、やや似通った姿の植物にクリハランの名を持つ植物がいくつもあるが、いずれも別の属である。以下のようなものがある。
- ホソバクリハラン（ノキシノブ属）
- ヌカボシクリハラン・オオクリハラン（ヌカボシクリハラン属）
- オキノクリハラン（オキノクリハラン属）
- タイワンクリハラン・ヤリノホクリハラン（イワヒトデ属）